# Aligia pallidinota
Aligia pallidinota är en insektsart som beskrevs av Hepner 1939. Aligia pallidinota ingår i släktet Aligia och familjen dvärgstritar. Inga underarter finns listade i Catalogue of Life.